# Nikolaj Aleksandrovič Tret'jakov
Nikolaj Aleksandrovič Tret'jakov in russo Третьяков, Николай Александрович?, traslitterazione anglosassone Nikolai Tretyakov (Simbirsk, 2 ottobre 1854 – 5 febbraio 1917) è stato un generale russo, che ebbe un ruolo eroico nell'assedio di Port Arthur nella guerra russo-giapponese.

## Biografia
Tret'jakov nacque a Simbirsk, in una famiglia della piccola nobiltà locale: Si laureò il 10 agosto 1872 ed entrò nel servizio militare. Nel 1875, dopo essersi laureato dalla Scuole d'ingegneria, Nikolaev entrò in servizio con il grado di secondo luogotenente. Venne promosso luogotenente il 13 luglio 1877 e successivamente capitano. Nel 1878 venne nominato luogotenente colonnello e assegnato al comando di una compagnia di zappatori a Vladivostok nell'aprile 1893. Il 21 maggio 1895 divenne comandante della 1ª Brigata Sminatori della Siberia Orientale.
Promosso colonnello il 25 dicembre 1899, fece parte della forza di spedizione russa per la Rivolta dei Boxer nella Cina settentrionale. Il 27 febbraio 1901 venne nominato comandante del 5º Reggimento Fucilieri della Siberia Orientale.
Durante la guerra russo-giapponese (1904-1905) si distinse per l'eroica difesa contro l'Esercito Imperiale Giapponese alla battaglia di Nanshan, nella quale venne ferito. Promosso maggior generale il 22 ottobre 1904 mantenne il comando del 5º Reggimento Fucilieri per tutta la durata dell'Assedio di Port Arthur.
Dopo la fine della guerra, venne nominato il 17 ottobre 1910 ispettore di ingegneria sul campo al Distretto Militare di Kiev. Il 6 dicembre 1910 venne nominato luogotenente generale. Il 28 febbraio 1911 divenne comandante della 10ª Divisione Fucilieri Siberiani e il 12 ottobre 2011 della 3ª Divisione di Fanteria Siberiana.
All'inizio della prima guerra mondiale fu al comando dal 12 agosto 1914 della 1ª Divisione di Fanteria Siberiana. Fu nominato al comando del XXIII Corpo dell'Esercito il 5 settembre 1915 ma chiese di essere trasferito alla riserva una settimana più tardi. Nel dicembre 1915 venne nominato comandante del XLII Corpo d'Armata Russo e il 20 marzo 1916 a quello del XXXVII Corpo d'Armata Russo. Fu promosso ingegnere-generale (un rango tecnico militare nell'Esercito Imperiale Russo) il 6 dicembre 1916.
Morì per una polmonite il 27 febbraio 1917.